# Lester Young
Lester Young (27 de agosto de 1909-Nueva York, 15 de marzo de 1959) fue un músico estadounidense de jazz, saxofonista tenor y clarinetista.También conocido como "Pres o Prez " seudónimo atribuido por Billie Holiday, es una de las figuras más importantes de la historia del jazz, y su trabajo discurrió por los campos del swing, el bop y el cool. Está considerado, junto con Coleman Hawkins, uno de los dos saxofonistas más influyentes del siglo XX,  siendo uno de los pioneros de la tradición del saxo-tenor en el jazz.

## Biografía
Aunque vivió sus primeros años cerca de Nueva Orleans, Lester Young se trasladó hacia 1920 a Mineápolis, donde tocaría en una legendaria orquesta familiar. Estudió violín, trompeta y batería; empezó con el saxo alto a los 13 años.
En vez de realizar una gira por el sur, Young abandonó el hogar familiar en 1927 y se unió a otra de los Bostonianos de Art Bronson, y durante ese trabajo cambió al saxo tenor. Regresó con la banda familiar en 1929, y tocó durante unos años como músico independiente con las territory bands, como los Blue Devils de Walter Page en 1930, en 1931 con el saxofonista y clarinetista Eddie Barefield (1909-1991), de nuevo con los Blue Devils durante 1932 y 1933, y con Bennie Moten y King Oliver en 1933. En esos años pasaba muchas temporadas en Kansas City que era en ese momento un crisol de donde surgieron algunos de los nombres más grandes en el jazz de los años 30. Esa época aparece reflejada en la película Kansas City de Robert Altman.
Tocó con Count Basie por primera vez en 1934, pero lo abandonó para reemplazar a Coleman Hawkins en la orquesta de Fletcher Henderson. Sin embargo, los demás músicos no se adaptaron a su sonido, tan diferente del de Hawkins, y debió abandonar la banda al poco tiempo. Hizo una gira con el saxofonista y tubista Andy Kirk (1898-1992), y volvió después con Basie en 1936.
En esa época conoció a la joven Billie Holiday y se convirtieron en amigos de por vida. En su autobiografía Billie Holiday recuerda un concurso entre el joven y Chu Berry:
"(...) Esa noche Benny Carter tocó junto con Bobby Henderson, y estaba Lester, con su saxofón pequeño y viejo, con cinta adhesiva y bandas de goma. Sentado cerca estaba también Chu, y todo el mundo empezó a discutir sobre quién era el mejor de los dos, tratando de dar lugar a una competencia entre Chu y Lester.
Benny Carter sabía que Lester podría brillar en un duelo de esa manera, pero para los demás el resultado no daba lugar a dudas: Chu habría borrado a Lester en un instante. Chu tenía un buen saxofón dorado, pero no lo tenía con él en ese momento. Pero Benny Carter no se rindió. Estaba conmigo: él tenía confianza en Lester. Así que se ofreció a ir a buscarle el instrumento a Chu. Fue y volvió. Entonces Chu Berry propuso tocar 'I got rhythm'. (...) Chu hizo su interpretación y a continuación, fue el turno de Lester. Tocó al menos quince "estribillos", simplemente bien hechos, ninguno igual a otro, y cada uno mejor que el anterior. Cuando el último terminó, Chu Berry había sido liquidado."
(Bille Holiday)
En septiembre de 1936, tuvo su primera y legendaria sesión de grabación, con un pequeño grupo dirigido por el pianista. Las versiones de esa sesión del estándar de 1924 George e Ira Gershwin Lady be Good y de Shoe Shine Boy causaron una profunda impresión en la comunidad jazzística. Inspirado en parte en Jimmy Dorsey y Frankie Trumbauer (1901-1956), Young había desarrollado un sonido muy original con el saxo tenor, contrapuesto al de Hawkins (considerado hasta ese entonces el modelo), y que sería una influencia importante en los saxofonistas de la línea de los años 50 denominada cool, como Stan Getz, Flip Phillips (1915-2001), Paul Desmond, Lee Konitz y el amigo Dexter Gordon, entre muchos otros. El sentido melódico y rítmico de Lester Young, así como su articulación, habrán de ser también una fuerte influencia para el joven Charlie Parker. De hecho, Gunther Schuller definió a Young como el artista de jazz más influyente entre Louis Armstrong y Parker.
Durante esa primera etapa con la orquesta de Basie, Young hizo historia además por el acompañamiento que hizo en grabaciones de la cantante Billie Holiday, junto a un pequeño grupo dirigido por el pianista Teddy Wilson. En algunos registros con Basie y los Kansas City Six, se puede oír a Lester Young tocar también el clarinete.
Tras dejar a Basie en 1940, la carrera de Young sufrió un parón. Codirigió un grupo en Los Ángeles con su hermano, el baterista Lee Young (1914-2008), antes de reunirse de nuevo con Basie en diciembre de 1943. Los nueve meses siguientes fueron excepcionales: grabó una memorable sesión en cuarteto con el contrabajista Slam Stewart, y protagonizó el cortometraje Jammin' the Blues.

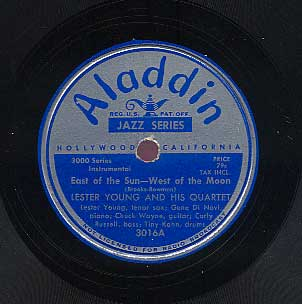
"East of the Sun (and West of the Moon)": disco de 78 r. p. m. con Gene DiNovi, Chuck Wayne, Curly Russell y Tiny Kahn. 29 de diciembre de 1947.

Su experiencia del racismo durante el servicio militar fue tan mala que quedó afectado mentalmente para el resto de su vida. Lester, con el paso del tiempo acentuó la originalidad de su estilo personal, y se hizo cada vez más excéntrico. Estaba persuadido de que tenía poderes paranormales, y comenzó a vestirse de manera extravagante: llevaba un extraño sombrero y un largo abrigo negro que le llegaba hasta los tobillos. Tocando en la sección de saxofones de las orquestas había hecho un hábito de sostener el saxo muy inclinado (a veces casi horizontal) y - según lo documentado por varias fotografías - hizo uso de este recurso también en sus actuaciones como solista.
Participó, bien pagado por Norman Granz (1918-2001), en las giras de Jazz at the Philharmonic a lo largo de los años 40 y 50, hizo varias grabaciones para Aladdin y trabajó también de forma independiente como acompañante de otros músicos. Young adaptó también su estilo al bop sin dificultad.
Muchas de sus grabaciones de los años 50 demuestran una profundidad emocional mayor que en las de sus primeros tiempos; sin embargo, fue motivo de depresión para él ver que varios de sus imitadores blancos conseguían mucho más dinero. Se dio a la bebida y, tras enfermar en París en 1959, se recluyó en casa y se dedicaría casi por completo a beber.

## Influencias póstumas
Charles Mingus dedicó una elegía a Young, "Goodbye Pork Pie Hat", sólo unos meses después de su muerte. También Wayne Shorter, entonces en los Jazz Messengers de Art Blakey, compuso un tema de tributo, llamado "Lester Left Town".
El estilo de Young influyó también en muchos otros saxofonistas tenor como Zoot Sims, Al Cohn y Gerry Mulligan. Paul Quinichette modeló su estilo tan de cerca en Young que a veces fue llamado el "Vice Prez" (sic). [13] Sonny Stitt comenzó a incorporar elementos del enfoque de Lester Young cuando hizo la transición al saxofón tenor. Lester Young también tuvo una influencia directa en el joven Charlie Parker, y por lo tanto en todo el movimiento be-bop.
En 1981, OyamO (Charles F. Gordon) publicó el libro La resurrección de Lady Lester, subtitulado "Una canción poética del humor basada en la leyenda de Lester Young", que representa la vida de Young. El trabajo fue adaptado posteriormente para el teatro, y se puso en escena en noviembre de ese año en el Manhattan Theatre Club de Nueva York, con un combo de cuatro músicos de jazz dirigido por Dwight Andrews.
En la película Round Midnight de 1986, el personaje principal de ficción Dale Turner, interpretado por Dexter Gordon, se basó en parte en Young, incorporando referencias de flashback a sus experiencias militares y describiendo su tiempo en París y su regreso a Nueva York justo antes de su muerte. Young es también un personaje importante en el libro de ficción del escritor inglés Geoff Dyer, de 1991, sobre el jazz, But Beautiful.
El documental de 1994 sobre el Esquire Magazine, Un gran día en Harlem, sesión de fotos para músicos de jazz en Nueva York contiene muchos recuerdos de Young por los músicos que participaron. Young fue uno de los participantes y para muchos de los otros la sesión fotográfica fue la última vez que lo vieron vivo.
Don Byron grabó el álbum Ivey-Divey en agradecimiento por lo que aprendió al estudiar el trabajo de Lester Young, inspirado en su trío de 1946 con Buddy Rich y Nat King Cole. "Ivey-Divey" era una de las frases excéntricas comunes de Lester Young.
La historia de Peter Straub, Magic Terror (2000), contiene una historia llamada "Pork Pie Hat", un relato ficticio de la vida de Lester Young. Straub se inspiró en la aparición de Young en un programa de CBS-TV de 1957, El sonido del Jazz, que visionó repetidas veces, preguntándose cómo tal genio podría haber terminado en tal naufragio humano.
Se dice que Lester Young popularizó el uso del término "cool" para significar algo a la moda. Otro término de argot que acuñó fue el término "pan" para el dinero. Él preguntaba: "¿Cómo huele el pan?" al preguntar cuánto le iban a pagar por un concierto.

## Discografía

### Como líder

#### Norgran Records
| Catálogo N.º | Álbum                                            | Notas                 | Grabado   | Publicado |
| ------------ | ------------------------------------------------ | --------------------- | --------- | --------- |
| MGN 5        | Lester Young with the Oscar Peterson Trio #1     | 10'                   | 1952      | 1954      |
| MGN 6        | Lester Young with the Oscar Peterson Trio #2     | 10'                   | 1952      | 1954      |
| MGN 1005     | The President                                    |                       | 1950-1952 | 1954      |
| MGN 1022     | It Don't Mean a Thing                            |                       | 1954      | 1955      |
| MGN 1054     | The President Plays with the Oscar Peterson Trio | con Oscar Peterson    | 1952      | 1955      |
| MGN 1043     | Pres and Sweets                                  | con Harry Edison      | 1955      | 1956      |
| MGN 1056     | The Jazz Giants '56                              |                       | 1956      | 1956      |
| MGN 1071     | Lester's Here                                    |                       | 1951-1953 | 1956      |
| MGN 1072     | Pres                                             |                       | 1950-1951 | 1956?     |
| MGN 1074     | The Lester Young Buddy Rich Trio                 | con Buddy Rich        | 1946      | 1956      |
| MGN 1093     | Lester Swings Again                              | Reedición de MGN 1005 | 1950-1952 | 1956      |
| MGN 1100     | It Don't Mean a Thing                            | Reedición de MGN 1022 | 1954      | 1956?     |

#### Verve Records
| Catálogo N.º | Álbum                                            | Notas                           | Grabado   | Publicado |
| ------------ | ------------------------------------------------ | ------------------------------- | --------- | --------- |
| MGV 8134     | Pres and Sweets                                  | Reedición de Norgran MGN 1043   | 1955      | 1957      |
| MGV 8144     | The PresIdent Plays with the Oscar Peterson Trio | Reedición de Norgran MGN 1054   | 1952      | 1957      |
| MGV 8161     | Lester's Here                                    | Reedición de Norgran MGN 1071   | 1951-1953 | 1957      |
| MGV 8162     | Pres                                             | Reedición de Norgran MGN 1072   | 1950-1951 | 1957?     |
| MGV 8164     | The Lester Young Buddy Rich Trio                 | Reedición de Norgran MGN 1074   | 1946      | 1957?     |
| MGV 8181     | Lester Swings Again                              | Reedición de Norgran MGN 1005   | 1950-1952 | 1957?     |
| MGV 8187     | It Don't Mean a Thing                            | Reedición de Norgran MGN 1022   | 1954      | 1957      |
| MGV 8205     | Pres and Teddy                                   | con Teddy Wilson                | 1956      | 1957      |
| MGV 8298     | Going for Myself                                 | con Harry Edison                | 1957-1958 | 1958      |
| MGV 8308     | The Lester Young Story                           | Recopilación                    | 1950-1956 | 1959      |
| MGV 8316     | Laughin' to Keep from Cryin'                     | Con Roy Eldridge y Harry Edison | 1958      | 1959?     |
| MGV 8378     | Lester Young in Paris                            | En directo                      | 1959      | 1959      |
| MGV 8398     | The Essential Lester Young                       | Recopilación                    | 1949-1957 | 1959      |

#### Charlie Parker Records
| Catálogo N.º | Álbum                               | Notas                                                                              | Grabado     | Publicado |
| ------------ | ----------------------------------- | ---------------------------------------------------------------------------------- | ----------- | --------- |
| 402          | Pres                                | En directo. Primeras grabaciones "en persona". Grabado en una grabadora doméstica. | Varios años | 1961      |
| 405          | Pres is Blue                        | En directo (Salón de Bile del Savoy)                                               | 1950        | 1963      |
| 409          | Just You, Just Me                   |                                                                                    | 1948-1949   | 1961      |
| 504          | Live at the Savoy (aka The Pres)    | En directo                                                                         | ?           | 1981      |
| 828          | An Historical Meeting At The Summit | Con Charlie Parker                                                                 | ?           | 1961      |

#### Pablo Records
| Catálogo N.º | Álbum                                  | Notas      | Grabado | Publicado |
| ------------ | -------------------------------------- | ---------- | ------- | --------- |
| 2308219      | Pres, In Washington, DC 1956, volume 1 | En directo | 1956    | 1980      |
| 2308225      | Prez, In Washington, DC 1956, volume 2 | En directo | 1956    | 1980      |
| 2308228      | Pres, In Washington, DC 1956, volume 3 | En directo | 1956    | 1981      |
| 2308230      | Pres, In Washington, DC 1956, volume 4 | En directo | 1956    | 1981      |

### Compilaciones (como líder)
- The Kansas City Sessions (1938 y 1944) Commodore Records
- The Complete Aladdin Recordings (1942–7) – la sesión de Nat King Cole de 1942 y otras de la posguerra.
- The Complete Savoy Recordings (1944–50)
- The Complete Lester Young Studio Sessions on Verve – Caja de 8 CD (incluye las dos únicas entrevistas que existen a Young).

### Como acompañante
Con la Count Basie Orchestra
- The Original American Decca Recordings (GRP, 1937-39 [1992])
- America's No.1 Band: The Columbia Years (1936–1940) Columbia Records
- Super Chief (1936–1940) Columbia Records
- Count Basie at Newport (Verve, 1957)
- Classic Columbia, OKeh, and Vocalion Lester Young with Count Basie 1936-1940 (Mosaic Records)[11]
- Classic 1936-1947 Count Basie And Lester Young Studio Sessions (Mosaic Records)[12]

Con Jazz at the Philharmonic
- The Complete Jazz at the Philharmonic on Verve: 1944-1949 (Verve, 1998)
- The Drum Battle (Verve, 1952 [1960])

Con Billie Holiday
- Lady Day: The Complete Billie Holiday on Columbia Columbia Records
- Billie Holiday and Lester Young: A Musical Romance (1937-1941) Columbia Records [2002]